# Jałowość
Jałowość (sterylność) to nieobecność w danym materiale zdolnych do życia drobnoustrojów w ich formach wegetatywnych jak i przetrwalnikowych. Materiał jałowy nie może zawierać bakterii ani ich przetrwalników, grzybów ani ich zarodników, pierwotniaków ani wirusów. Jałowość osiąga się poprzez proces sterylizacji.
Nawet najlepiej przeprowadzona sterylizacja nigdy nie zapewnia całkowitej jałowości sterylizowanego materiału. Dlatego w praktyce za jałowy uznaje się materiał, w którym prawdopodobieństwo przeżycia jednej komórki mikroorganizmu jest równe lub mniejsze od 10-6. Prawdopodobieństwo to określa wartość SAL (Sterility Assurance Level). Jest to parametr ilościowo określający jakość wyjaławiania i musi być wyznaczany dla każdej nowej metody sterylizacji.